# Дутковський Лев Тарасович
Левко́ Дуткі́вський (9 квітня 1943, Кути, нині Івано-Франківська область — 16 травня 2023, Чернівці) — український музикант і композитор, засновник і керівник вокально-інструментального ансамблю «Смерічка», Народний артист України, режисер, педагог, один із основоположників української естрадної музики.

## Життєпис
Народився 9 квітня 1943 року в селі Кути Косівського району Станіславської області (нині Івано-Франківська область).
1963 року закінчив Мукачівське музпедучилище за спеціальністю вчитель музики і співів.
1977-го закінчив Київський державний інститут культури ім. О. Корнійчука, (спеціалізація режисура масових видовищ).
1966 року на Буковині у місті Вижниця Левко Дутківський створив біг-біт групу «Смерічка», яка вперше використавши електроінструменти, стала одним із перших ВІА в колишньому СРСР.
1968-го одружилися з Аллою Дутковською. Йому було 25, а їй — 18.
Для ансамблю Дутківський написав і аранжував пісні «Сніжинки падають» (1966), «Бажання» (1967), «У Карпатах ходить осінь» (1968) та «Незрівнянний світ краси» на слова Анатолія Фартушняка, рок-композицію «Черемоше сивий» (1969) на слова Миколи Негоди, блюз-баладу «Скрипка без струн» (1971) на слова Анатолія Драгомирецького та інші. Ці твори з елементами рок-, поп-музики, джазу та українського фольклору визначили творчий напрямок «Смерічки», що дали українській естрадній пісні в 60–70 роках XX століття нову музичну хвилю. Левко Дутківський з нуля навчав грати на музичних інструментах переважну більшість музикантів, розписував і розучував з ними партитури пісень, вчив співати, працюючи над вокальною манерою. В той час «Смерічку» легко можна було впізнати без оголошення по радіо і телебаченню. Ансамбль зі своєю оригінальною манерою виконання яскраво вирізнявся серед інших подібних колективів в Україні, які робили спроби копіювати «Смерічку».
Своєрідний новаторський музичний стиль і манеру виконання «Смерічки» Дутківського підхопив тоді і юний студент Чернівецького медінституту Володимир Івасюк. Свої перші твори Івасюк приніс Дутківському, які завдяки ансамблю «Смерічки» стали популярними у світі. Керований Левком Дутківським колектив здобув лауреатські перемоги з піснями «Червона рута» і «Водограй» на Всесоюзних телеконкурсах «Пісня-71», «Пісня-72». А 1972-го ансамбль «Смерічка» з піснею Дутківського «Горянка» на слова Миколи Леонтюка в Москві став лауреатом телеконкурсу «Алло, ми шукаємо таланти».
З 1973-го Дутківський разом із «Смерічкою» працює в Чернівецькій обласній філармонії і гастролює майже по всіх республіках тодішнього СРСР та за кордоном (1973—1982). Ним написано понад 100 музичних творів, які стали надбанням українського естрадного мистецтва і увійшли до репертуару видатних, популярних співаків та колективів. Пісні Левка Дутківського записано Московською фірмою «Мелодія» на 14 платівках (1970—1991), канадською фірмою «Євшан» (1979) та ін., надруковані в багатьох збірках, звучать у телефільмах «Червона рута» (Укртелефільм, 1971), «Виступає ансамбль „Смерічка“ під керівництвом Левка Дутківського» (Таллінфільм, 1975) й ін.
Завдяки Дутківському та керованому ним ансамблю «Смерічка», починався професійний злет і популярність солістів «Смерічки» Назарія Яремчука і Василя Зінкевича, композитора Володимира Івасюка, співаків: Софії Ротару, Людмили Артеменко, Іво Бобула, Павла Дворського й інших.
1996-го заснував і провів як режисер та сценарист Всеукраїнський фестиваль естрадної пісні ім. Н. Яремчука у м. Вижниця. Левко Дутківський постійно працює з обдарованою молоддю, є головою і членом журі престижних пісенних фестивалів. Очолює на громадських засадах обласний благодійний фонд імені Назарія Яремчука.
Крім естрадних пісень створював духовну музику, наприклад Левко Дутківський є автором тексту та музики кантати "Діва Марія".
Помер 16 травня 2023 року у віці 80 років у Чернівцях. Був похований 18 травня в одній могилі з дружиною Аллою на Алеї слави Чернівецького центрального цвинтаря.

## Відзнаки й нагороди
- Левко Дутківський — лауреат всеукраїнських фестивалів як композитор (1988, 1997, 1998, 2001), переможець фестивалю «Шлягери ХХ століття» за народне визнання пісні «Якщо любиш, кохай» на вірші Михайла Ткача (2000) у місті Києві.
- 1981-го присвоєно звання заслужений артист УРСР.
- 1994 року присвоєно звання «Почесний громадянин міста Вижниці».
- 1997 року став володарем Ґран-прі Президента України за власні вірші та музику рок-кантати «Діва Марія, сохрани нам Україну».
- 1997-го — народний артист України.
- 1997 року за заслуги перед Україною нагороджений Українською стрілецькою громадою Канади «Лицарським Хрестом Заслуги».
- 2000 року занесений на «Алею Зірок» міста Чернівці.
- 2008-го нагороджений почесною відзнакою Чернівецької міської ради — медаллю «На славу Чернівців».
- 2010-го нагороджений почесною відзнакою «Буковина» Чернівецької обласної державної адміністрації.
- 2011-го нагороджений Вижницькою районною державною адміністрацією та Вижницькою районною радою почесною відзнакою «За заслуги перед Вижниччиною».
- 2013 року — кавалер ордена «За заслуги» ІІІ ступеня.
- 2014 року присвоєно звання «Почесний громадянин міста Чернівці».
- 2018 року нагороджений почесною відзнакою «На славу Буковини» Чернівецькою обласною державною адміністрацією.
- 2018 року присвоєно звання «Почесний громадянин Буковини»
- 2018 року нагороджений Чернівецькою обласною державною адміністрацією ювілейною відзнакою 100 років БУКОВИНСЬКОМУ ВІЧЕ"
- 2019 року — кавалер ордена «За заслуги» ІІ ступеня.